# Nicola Rodigari
Nicola Rodigari, né le 7 novembre 1981 à Tirano, est un patineur de patinage de vitesse sur piste courte italien. 

## Biographie
Il est en couple avec la patineuse de vitesse sur piste courte italienne Lucia Peretti.

## Carrière
Il participe aux Jeux olympiques pour la première fois en 2002, et remporte une médaille d'argent au relais.
Aux Jeux olympiques de Turin, en 2006, il arrive quatrième au relais masculin et 7e au 500 mètres et au 1000 mètres.
Il est champion d'Europe au classement général en 2004, 2006, 2007, 2009 et 2010.
Aux Jeux olympiques de Vancouver, en 2010, il arrive huitième au 1500 mètres.
En 2011, il arrête le short-track en raison de différends personnel avec des membres de la fédération nationale italienne des sports de glace. Il revient pour les sélections olympiques de 2012 et fait partie de l'équipe d'Italie aux Jeux olympiques de 2014.

## Palmarès

### Jeux olympiques
- Médaille d'argent sur le relais à Salt Lake City en 2002

### Championnats du monde
- Médaille d'argent en 2007
- Médaille de bronze en relais en 2004

### Championnats d'Europe
- 3  Médailles d'or et 2  Médailles d'argent en 2009
- 1  Médaille d'or, 2  Médailles d'argent et 1  Médaille de bronze en 2008
- 4  Médailles d'or et 1  Médaille d'argent en 2007
- 4  Médailles d'or et 1  Médaille d'argent en 2006
- - 2005
- 2  Médaille d'or et 1  Médaille d'argent en 2004
- 1  Médaille d'or en 2003
- 1  Médaille d'or, 1  Médaille d'argent et 1  Médaille de bronze en 2002
- 1  Médaille d'argent et 1  Médaille de bronze en 2001
- - 2000
- 1  Médaille d'or en 1999